# St Martin-by-Looe
St Martin-by-Looe – civil parish w Anglii, w Kornwalii. Leży 83 km na wschód od miasta Penzance i 329 km na południowy zachód od Londynu.